# フェラ・ソワンデ
フェラ・ソワンデ（Fela Sowande , 1905年5月29日 - 1987年3月13日）は、ナイジェリアの作曲家。近代ナイジェリア音楽の父と称され、アフリカのクラシック音楽の作曲家で最も知られている人物の一人である。
ラゴス近郊のアベオクタ出身。父のエマヌエル・ソワンデは聖職者でナイジェリア教会音楽の創始者だった。フェラ・ソワンデは合唱隊に参加しながら、ヨルバ語の作品を教会音楽に取り入れ、さらにオルガンを学んだ。同時にジャズやポピュラー音楽のバンドでも活動し、これらのことがのちに彼の音楽に大きな影響を与えた。
1934年、ロンドンに留学。1936年、ジョージ・ガーシュウィンの『ラプソディー・イン・ブルー』のソロピアニストを務めた。さらにファッツ・ウォーラーとピアノ・デュオを行い、BBCのオルガニストやキングスウェイホールの合唱指揮者を務めるなど各方面で活躍した。その後エドマンド・ラッブラらのもとでオルガンの研鑚を積み、1943年には王立オルガニスト大学のフェローとなった。さらにロンドン大学より音楽の学士の称号を得、トリニティ音楽大学のフェローとなった。第二次世界大戦中は情報省で教育映画の音楽アドバイザーを務めた。
1945年から1952年までメソジスト教会のオルガニストと合唱指揮者を務めた。この時期にはイギリス国教会の音楽とヨルバ人の五音音階を結合させたオルガン作品を多く作曲している。
やがて、アフリカに戻り、ナイジェリア放送協会やイバダン大学で職に就いた。1968年、アメリカ合衆国に渡り、ハワード大学やピッツバーグ大学で教鞭をとった。晩年はケント州立大学で教壇に立ち、オハイオ州ラヴェンナ近郊に居住した。
オルガン曲以外にも、6つのスケッチ、フォーク・シンフォニー、アフリカ組曲などの管弦楽曲も作曲し、アフリカのリズムと和声が特徴的である。

## 文献
- Cole, Bill (1976). John Coltrane. Schirmer Books. ISBN 0-306-80530-8.  Reprinted by Da Capo Press (1993, 2001) ISBN 030681062X.
- Sadoh, Godwin (2007). The Organ Works of Fela Sowande: Cultural Perspectives. iUniverse. ISBN 0595473172.